# Anna Maria Maluquer i Wahl
Anna Maria Maluquer i Wahl (Madrid, 1913 - Barcelona, 28 d'agost de 1993) fou una traductora científica catalana i activa afeccionada a l'aeronàutica.
Filla d'Anna Wahl Simon, natural d'Offenbach (Alemanya) (1887-1968) i de l'enginyer i biòleg català establert a la capital espanyola Josep Maluquer i Nicolau (1883-1960), secretari i president de la Institució Catalana d'Història Natural, director general de CAMPSA (1931) i director general d'Indústria durant la Guerra Civil espanyola. El seu germà fou l'enginyer, aviador i escriptor Joan Maluquer i Wahl (1910-1999), amb qui compartí moltes de les seves inquietuds intel·lectuals i l'estimació pel món de l'aeronàutica.
Feu les primeres lletres a Alemanya i Barcelona i el batxillerat anglès al Colegio de las Irlandesas de la Moraleja (Madrid). De ben jove participà en els primers assajos de vol sense motor en companyia del seu germà. A Cadaqués creà la Unió Catalana Femenina. Amant de la pintura i de la poesia, estudià filosofia, ciències biològiques i fou professora d'idiomes i traductora. El 1933 es casà amb Francesc Millet i Cardona (mort també el 1993), enginyer industrial i cap de la factoria de CAMPSA a Tarragona. Viatgera incansable, treballà a Colònia, on fou cridada a organitzar un congrés internacional per encàrrec de l'American College of Chest Physicians (1956), esdevenint representant a Espanya de l'entitat el 1969. Traduí centenars de llibres i treballs mèdics, creant a Barcelona l'oficina professional Traducciones Médicas (1945). Apassionada de l'aventura espacial, participà en les conferències de la Sociedad Astronómica de España y América, fou secretària general de l'Asociación Bioastronáutica Española, de l'Asociación Española de Astronáutica i de l'Associació de Medicina Aeronàutica i Espacial de l'Acadèmia de Ciències Mèdiques de Catalunya i de Balears.

## Fons personal
El seu fons personal es conserva a l'Arxiu Nacional de Catalunya. El fons aplega una part de la documentació produïda i recollida per Anna Maria Maluquer i Wahl, com a resultat de les seves activitats. Inclou correspondència familiar, recordatoris i relacionada amb la defunció dels seus pares i a la formació i l'activitat creativa del seu germà Joan. També, alguns documents que testimonien la seva tasca com a traductora i la seva participació en l'organització del IV Congrés Internacional de l'American College of Chest Physicians i altres events. Pel que fa als seus escrits, destaquen els relatius a l'astronàutica presentats a la VI i VII Semana Astronàutica Nacional. El fons aplega correspondència personal rebuda, així com la derivada de la seva activitat com a secretària general de l'Asociación Española d'Astronàutica i de l'Associació de Medicina Aeronàutica i Espacial de l'Acadèmia de Ciències Mèdiques de Catalunya i de Balears. Inclou també uns apunts biogràfics sobre la productora del fons, així com obra aliena, entre la qual destaquen els escrits d'Artur Caballero sobre un projecte de Jardí botànic a Barcelona (1916) i el del doctor Antoni Oriol Anguera sobre el retorn de l'exili del metge Joaquim Trias i Pujol (1947). El fons facilita, doncs, l'estudi de la trajectòria vital d'una estudiosa de l'astronàutica en els anys clau de l'inici de la carrera espacial, a més d'incorporar alguns altres documents rellevants.